# WTA New Jersey 1988
Il WTA New Jersey 1988 è stato un torneo di tennis giocato sul cemento. È stata l'11ª edizione del torneo, che fa parte della categoria Tier IV nell'ambito del WTA Tour 1988. Si è giocato a Mahwah negli USA dal 22 al 28 agosto 1988.

## Campionesse

### Singolare
Steffi Graf ha battuto in finale  Nathalie Tauziat –0, 6–1

### Doppio
Jana Novotná /  Helena Suková hanno battuto in finale  Gigi Fernández /   Robin White con il punteggio di 6–3, 6–2